# 5 thermidor
5 messidor 5 fructidor
Le quintidi 5 thermidor, officiellement dénommé jour du bélier, est le 305e jour de l'année du calendrier républicain.
C'était généralement le 23e jour du mois de juillet dans le calendrier grégorien.